# Lijst van voetbalinterlands Taiwan - Vietnam
Deze lijst van voetbalinterlands is een overzicht van alle officiële voetbalwedstrijden tussen de nationale teams van Taiwan (Chinees Taipei) en Vietnam. De landen hebben tot op heden vier keer tegen elkaar gespeeld. De eerste ontmoeting, een kwalificatiewedstrijd voor de Azië Cup 1996, werd gespeeld op 4 augustus 1996 in Ho Chi Minhstad. Het laatste duel, een vriendschappelijke wedstrijd, vond plaats op 22 maart 2017 in Hanoi.

## Wedstrijden
| № | Plaats          | Datum            | Competitie                 | Wedstrijd                | Uitslag |
| - | --------------- | ---------------- | -------------------------- | ------------------------ | ------- |
| 1 | Ho Chi Minhstad | 4 augustus 1996  | Azië Cup 1996 kwalificatie | Vietnam − Chinees Taipei | 4 − 1   |
| 2 | Taipei          | 8 september 2015 | WK 2018 kwalificatie       | Chinees Taipei − Vietnam | 1 − 2   |
| 3 | Hanoi           | 24 maart 2016    | WK 2018 kwalificatie       | Vietnam − Chinees Taipei | 4 − 1   |
| 4 | Hanoi           | 22 maart 2017    | Vriendschappelijk          | Vietnam − Chinees Taipei | 1 − 1   |

## Samenvatting
| Competitie            | Totaal gespeeld | Winst Chinees Taipei | Gelijk | Winst Vietnam | Doelsaldo Chinees Taipei – Vietnam |
| --------------------- | --------------- | -------------------- | ------ | ------------- | ---------------------------------- |
| WK-kwalificatie       | 2               | 0                    | 0      | 2             | 2 − 6                              |
| Azië Cup-kwalificatie | 1               | 0                    | 0      | 1             | 1 − 4                              |
| Vriendschappelijk     | 1               | 0                    | 1      | 0             | 1 − 1                              |
| Totaal                | 4               | 0                    | 1      | 3             | 4 − 11                             |

CTFA ·
Bondscoaches ·
vrouwenvoetbalelftal ·
Topscorers
Afghanistan ·
Australië ·
Bahrein ·
Bangladesh ·
Brunei ·
Cambodja ·
Fiji ·
Filipijnen ·
Grenada ·
Guam ·
Hongkong ·
India ·
Indonesië ·
Irak ·
Iran ·
Israël ·
Japan ·
Jordanië ·
Kenia ·
Kirgizië ·
Koeweit ·
Laos ·
Macau ·
Maleisië ·
Mongolië ·
Myanmar ·
Nepal ·
Nieuw-Zeeland ·
Noord-Korea ·
Oezbekistan ·
Oman ·
Oost-Timor ·
Pakistan ·
Palestina ·
Panama ·
Saint Kitts en Nevis ·
Salomonseilanden ·
Saoedi-Arabië ·
Singapore ·
Sri Lanka ·
Syrië ·
Thailand ·
Trinidad en Tobago ·
Turkmenistan ·
Vietnam ·
Zuid-Korea ·
Zuid-Vietnam
VFF · 
A-internationals · 
Vietnamees vrouwenelftal
1991 – 1999 ·
2000 – 2009 ·
2010 – 2019 ·
2020 − 2029
Afghanistan ·
Albanië ·
Australië ·
Bahrein · 
Bangladesh · 
Bosnië en Herzegovina · 
Cambodja · 
China · 
Curaçao ·
Estland · 
Filipijnen · 
Guam · 
Guinee ·
Hongkong · 
India · 
Indonesië · 
Irak ·
Iran · 
Jamaica · 
Japan ·
Jemen · 
Jordanië ·
Kazachstan · 
Kirgizië ·
Koeweit · 
Laos · 
Libanon · 
Macau · 
Malediven · 
Maleisië · 
Mongolië · 
Mozambique ·
Myanmar · 
Nepal · 
Noord-Korea ·
Oezbekistan · 
Oman · 
Palestina ·
Qatar ·
Rusland ·
Saoedi-Arabië · 
Singapore · 
Sri Lanka · 
Syrië · 
Tadzjikistan · 
Taiwan · 
Thailand · 
Turkmenistan · 
Verenigde Arabische Emiraten · 
Zimbabwe · 
Zuid-Korea